# プリムス・プロントスパイダー
プロントスパイダー (Pronto Spyder ) は、クライスラーが開発しプリムスブランドで発表したコンセプトカーである。

## 概要
1998年のデトロイトモーターショーで発表されたオープンスポーツカー。
欧州のライトウェイトスポーツを彷彿とさせるボディはポリエチレンテレフタラート (PET) 製で、幾何学的なラインを組み合わせて近未来的かつマッシブなイメージを表現している。インテリアは全体が赤く塗装されているのが特徴であり、ステアリングホイールの形状も個性的なものとなっている。
アメリカ車としては希少なコンパクトボディのオープン2シーターという事もあり市販化が期待されたが、結局市販には至らず、プリムス自体も2001年をもって廃止された。
その後はミシガン州オーバーンヒルズのウォルター・P.クライスラー博物館に公開展示されていたが、2016年12月に閉館となって以降は非公開で保管されている。